# Edgell Reefs
Edgell Reefs är ett rev på Stora barriärrevet i Australien.   Det ligger ca 135 km nordost om Mackay i delstaten Queensland.